# Mascouche
Mascouche – miasto w Kanadzie, w prowincji Quebec, w regionie Lanaudière i MRC Les Moulins. Jest 30. największym miastem Quebecu pod względem liczby ludności.
Liczba mieszkańców Mascouche wynosi 33 764. Język francuski jest językiem ojczystym dla 93,7%, angielski dla 2,9% mieszkańców (2006).

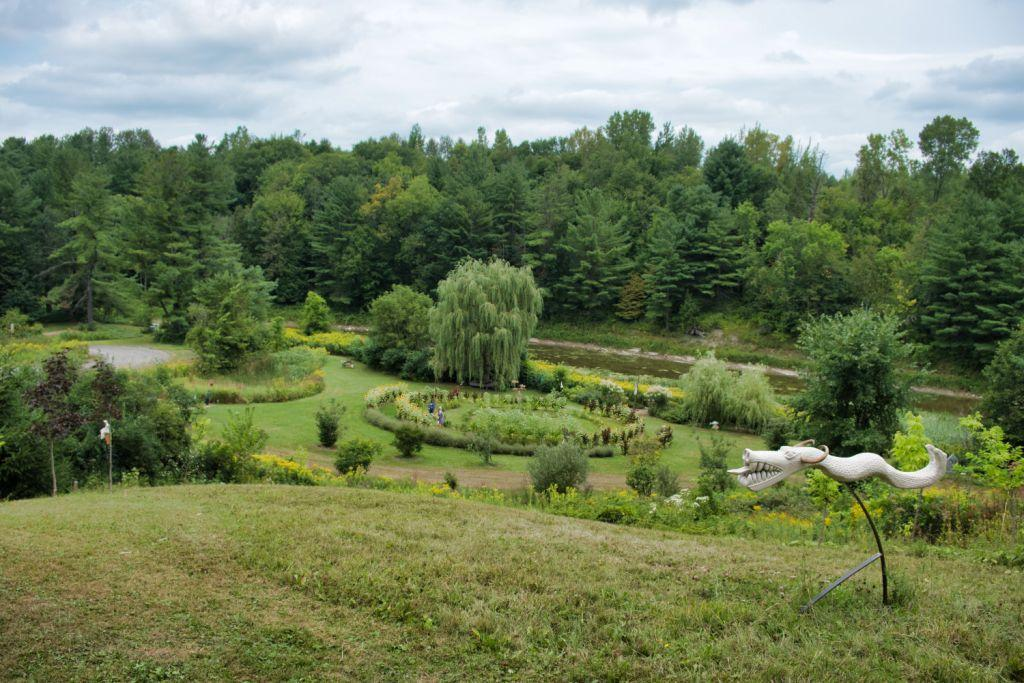
Ekologiczny ogród założony przez Williama Dysona Moor'a nad rzeką Mascouche